# Дионис фон Шеленберг
Габриел/ Дионис фон Шеленберг (на немски: Gabriel/Dionys von Schellenberg * 1 октомври 1521; † 28 август 1584/24 февруари 1586) е благородник от род Шеленберг от днешното Княжество Лихтенщайн.
Той е петият син (седмото дете от 14 деца) на Волфганг фон Шеленберг (1483 – 1559) и съпругата му Регина фон Макслрайн († 1534), дъщеря на Зигмунд фон Макслрайн († 1492) и Кристина Фигер († 1535). Внук е на Хайнрих фон Шеленберг (1411 – 1503) и Урсула Бесерер фон Лойткирх († 1485).
Внук му Ханс Кристоф фон Шеленберг († 1692) е издигнат на фрайхер.
Господството Шеленберг е завладяно през 1699 г. от Лихтенщайнерите.

## Фамилия
(Габриел) Дионис фон Шеленберг се жени за Барбара фон Папенхайм († 12 март 1606), дъщеря на Хайнрих Буркхард фон Папенхайм († 1547) и Анна фон Хюрнхайм († 5 май 1567), дъщеря на Валтер фон Хюрнхайм-Хохалтинген († 1520) и Доротея фон Велден († 1561). Те имат пет деца:
- Доротея фон Шеленберг († 1594/25 февруари 1597), омъжена за Йохан фон Зиргенщайн († 22 юли 1621)
- Волф Дитрих фон Шеленберг
- Ханс Кристоф фон Шеленберг († 14 април 1585 в Кислег), женен за Сузана Илзунг фон Тратцберг († пр. 4 декември 1600)
- Хелена фон Шеленберг
- Габриел Дионис фон Шеленберг († 20 юли 1606), женен I. за Сузана Шад фон Мителбиберах, II. за Елизабет фон Рамшваг (* 1574; † сл. 1630); има общо осем деца